# 井上伊之助
井上伊之助（1882年9月2日—1966年6月20日），漢名高天命，生於日本高知縣，除了是基督教神職人員外，也從事醫療服務。
井上伊之助的父親於台灣日治時期初期前往臺灣花蓮從事樟腦採收，後於威里事件中，與數十位政府官員一起遭太魯閣族殺害。為此，井上伊之助於神學院畢業後，以教化及服務的理念，前往臺灣的原住民部落進行傳教及醫療工作。後因一生對臺灣原住民的醫療工作貢獻良多；因此在臺灣，被稱為「原住民醫療服務之父」。慈濟月刊稱呼井上「以愛報仇」。

## 父親身亡
1895年，因為甲午戰爭戰勝因素，日本得到臺灣領土。為了獲取殖民經濟資源，日本於臺灣設置的最高行政機關 – 臺灣總督府，開始於臺灣進行大規模樟腦開發。總督府不但於同年公佈《官有林野及樟腦製造業取締規則》、翌年公佈《樟腦營業取締及樟腦課稅規則》外，又於數年後，於總督府轄下設置樟腦局來進行樟腦產製與專賣。其中，樟腦所需樟木培栽開發不但遍及台灣西部山區，也遠至多為臺灣原住民居住的花蓮地區。
雖掌管樟腦專賣權，總督府樟腦局仍與日本島內企業積極合作。而花蓮地區的合作企業裡，包含了日本知名私人企業賀田組。1906年夏天，賀田組於花蓮威里社設置的樟腦工場爆發激烈衝突。多為太魯閣族的製樟腦勞方與日人為主的資方，因為勞資糾紛產生激烈戰鬥。戰鬥中，日方共有32人身亡。因為被害日人均被割取頭顱，也有人認為事件起因之一，亦是該太魯閣族威里社居民舉行出草儀式所導致。經清算，死亡日人當中，包含了花蓮支廳長警部大山十郎及樟腦場內擔任技術員的井上伊之助父親 – 井上彌之助。

## 宣教動機
井上伊之助在1903年6月接受日本牧師中田重治的洗禮。1905年9月進入東洋宣教會聖書學院就讀。當父親遇害消息傳至日本本地時，神學院在學中的井上伊之助除了哀悼外，也以神教人員角度思考。他認為太魯閣族之所以會如此做，是因為沒有接觸到基督教教義。因此，他興起了前往臺灣傳教的念頭：「從今天開始，我每天要為台灣原住民禱告，祈求早日有人傳福音給他們，而成為善良的人民」。

## 前往臺灣
經過兩年考量及禱告，井上於1908年向日本政府申請前往臺灣原住民區域宣教傳道。不過由於日本政府國教為神道教，所以並未批准井上的傳道申請。
雖遭此挫折，井上並沒有放棄傳道的理念。他決定以醫療勤務的名義計畫前往臺灣。為此，伊之助開始攻讀醫學學程，並在九個月後獲得醫師許可證。隨後不久，他終於獲得日本政府首肯，於1911年前往臺灣進行醫療勤務。
剛抵達臺灣的井上伊之助，接獲的派令是前往新竹竹東山區所在的原住民部落。從事理蕃事務的地方新竹廳政府指派他的首次正式任務則是：「囑託山地事務，任命樹杞林支廳，加拉排台灣原住民醫療所勤務」

## 醫療服務
1911年前往台灣新竹山地管制區的井上，服務範圍包含了泰雅族族人聚集的加拉排社及西拉克社。兩社居住的臺灣原住民若罹病或意外受傷，兩社的部落頭目就會派遣原住民兵士前來駐點醫療所找他。因為醫療服務所通常距離部落所再山區仍有一段距離，井上通常需要徒步前往原住民部落中才能進行醫治。在幾年期間，他利用這種方式，於在兩社部落中治癒不少病人與傷患。1917年，他因身染瘧疾不得不轉送回日本。1918年時，井上在日本提到：「那一年(1918)秋天起全世界流行起惡性感冒（流感），許多人都罹患上，甚至死了不少人，很不幸地，一家五口也全病倒。經過了一個多月，雖然稍有起色，但長年來適應了臺灣的溫暖氣候，以致於對於寒冷全沒抵抗力，所以很想前往溫暖的地方去。」 可見他對臺灣的思念。
1922年，井上伊之助再度前來台灣，並展開全臺灣原住民區域的醫療服務。他所服務的區域除了上述兩社部落外，還包含台中州白毛社、眉原社、新望洋馬列巴社、布農族奈分埔社及那馬卡邦社等，其中最特殊的是，他奉總督府命令，曾前往清流部落，替霧社事件中倖存的三百多名原住民展開瘧疾及外傷治療。1931年擔任能高郡役所警察課的囑託，1931年擔任台中州公醫。因為對台灣原住民醫療服務成績斐然，後來被尊稱為「原住民醫療服務之父」。
這段醫療服務期間，井上伊之助並未放棄傳教理想。他曾於1916年及1926年申請基督教傳教工作，但都遭主管機關駁回。不過即使此，他仍於進行醫療工作同時，對台灣原住民進行福音傳教工作。1939年，他辭去在那馬卡邦部落之工作，前往台北市郊外內湖庄開設醫院，也當選內湖庄的庄協議員。之後則又前往台北松山的精神療養院擔任療育精神病患的工作。

## 戰後返日
1945年，第二次世界大戰結束，日本戰敗投降，台灣進入民國時期。因為政權交替，日人井上伊之助面臨被遣返回日的窘境，為了留籍台灣繼續進行醫療服務，井上伊之助自行改名為高天命，並獲得衛生局繼續聘任為松山療養院醫生。翌年，他辭去療養院工作，前往宜蘭的天埤發電所繼續服務，並繼續傳道工作。惟不久則因二二八事件動盪，被迫離開台灣。

## 去世
回到日本的井上伊之助並未再從事醫療服務，而是轉為神職及教學工作。
1966年6月20日凌晨1點40分，於日本兵庫縣神戶市灘區上野大字城下山的自宅因中風去世，告別式在大阪市北區神山町於6月26日下午2點舉行，葬於日本埼玉縣入間メモリアルパーク墓園，他的墓碑上刻有大大的「愛」字，下方寫著「トミーヌン‧ウットフ」，即泰雅語「tminun Utux」，tminun意為「編織」，Utux意為「上帝」，tminun Utux意即「神わ織り給（上帝在編織）」。
根據小島由道研究，對泰雅族人而言，人出生是tminun utux（神靈／上帝在編織），人死亡是masoq tminun utux（神靈／上帝織完了）。 井上伊之助生前則為此下註解： 宇宙萬象都是神的旨意，人類是甚麼也不能的，戰爭失敗的話就說：「神的織法不好」，當人類幸福、勝利就說：「神織得很好」。正像婦人在織布一樣，可以說是神在編織著世界和人類的生涯，這是何等含意深切的話啊！我已完成了五十年來的祈禱和使命。在我自己是不可能的事，可是藉著神自己及祂所揀選的人替我完成了使命。神是在編織的，tminun Utux。我相信神會將台灣的民族，在日本人或世界人類前織成美麗的東西來拯救聖化。

## 著作
- 《生蕃記》. 1921
- 《番社之曙》. 1951
- 《台灣山地醫療傳道記》. 1961[15]
- 《台灣山地傳道記：上帝在編織》. 前衛. 2016[16]

## 語錄
- 「從今天開始，我每天要為台灣原住民禱告，祈求早日有人傳福音給他們，而成為善良的人民」
- 「不知台灣原住民要到甚麼時候才不再殺人頭，祈願藉著神天父的大能，使他們能早一日從這恐怖的大罪悔改而成為善良的人民」
- 「在世人看來，被認為跟野獸同樣的台灣原住民，若也是照神的形象所造尊貴的人類時，我確信神必拯救他們…我必須做到讓別人從原住民的臉可以來認出神的存在不可」
- 「現在面臨不能公開傳道的境遇，拿甚麼來對周圍的人傳道呢？只有以我自己日常的禱告及行為來傳道」[14]

## 外部鏈結
- 以愛報仇 ——行醫山地部落的井上伊之助（页面存档备份，存于）
- 【央廣】臺灣小百科《臺灣山地傳道之父--井上伊之助》（页面存档备份，存于）